# Dekaeder
Ein Dekaeder (oder Zehnflächner) ist ein konvexes Polyeder, das sich aus zehn Flächen zusammensetzt.
Bekannt ist z. B. das unten gezeigte chirale Dekaeder, das durch Abstumpfen eines Cubus simus entsteht und wie dieses eine Umkugel besitzt. Es besteht aus acht unregelmäßigen, aber achsensymmetrischen  Fünfecken sowie zwei Quadraten und hat 16 Ecken und 24 Kanten.
Ein weiteres Beispiel ist die Fünfecksbipyramide (Johnson-Körper {\displaystyle J_{13}}), die sich aus zehn gleichseitigen Dreiecken zusammensetzt. Dieses Polyeder entsteht durch Abschneiden und anschließendes Zusammenfügen zweier Kappen eines auf der Spitze stehenden Ikosaeders. Es hat 7 Ecken und 15 Kanten.

## Bildergalerie

»Schiefes« Dekaeder mit 8 Fünfecken und 2 Quadraten als Begrenzungsflächen.
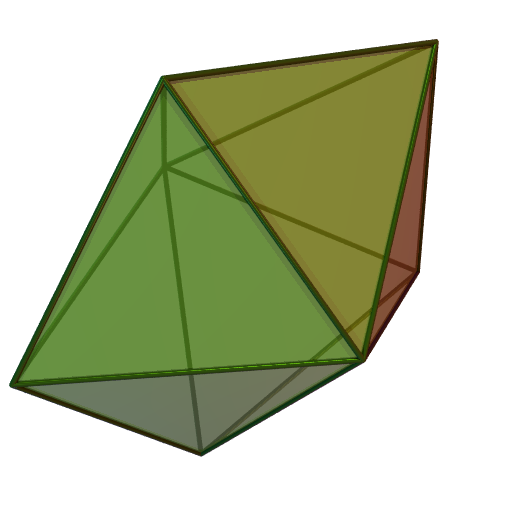
Fünfecksbipyramide ({\displaystyle J_{13}})
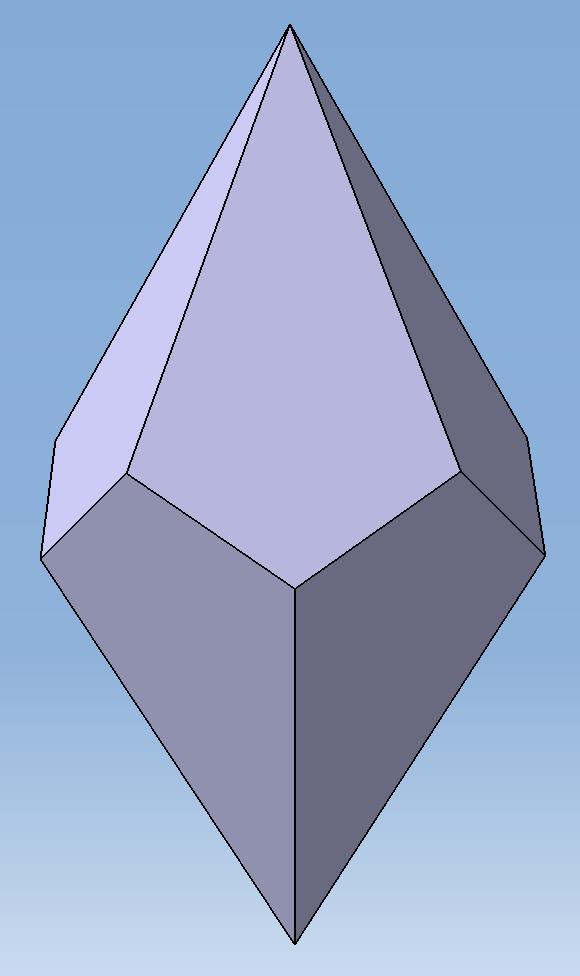
Pentagonales Trapezoeder – entstanden durch Verlängerung von 10 Kanten des Dodekaeders.